# 18 (број)
18 је број, нумерал и име глифа који представља тај број. 18 је природан број који се јавља после броја 17, а претходи броју 19.

## У науци
- Је атомски број аргона

## У математици
- Је сложен број, факторише се на просте чиниоце као 2 * 32 = 18

## У спорту
- Је био број на дресу Вука Радивојевића док је играо за Црвену звезду
- Је био број на дресу Дејва Коувенса док је играо у НБА лиги, наступајући за тим Бостон Селтикса

## Остало
- Је број година који означавају пунолетство код човека
- Је број година када човек стиче право за гласање на изборима
- Је назив албума познатог музичара Мобија, који је издат 2002. године
- По Кинеској митологији пакао има 18 нивоа
- Је у Кини срећан број, односно број који означава просперитет.[1] Обично су станови на 18. спрату скупљи него на осталим спратовима

## Рефертенце
1. ↑  http://www.number18.eu/5.html Архивирано на веб-сајту  (16. децембар 2013) Приступљено 27.01.2014